# فرانك بيرغن
فرانك بيرغن هو سياسي أمريكي، ولد في 1851 في نيو هيفن في الولايات المتحدة، وتوفي بنفس المكان في 1934. انتخب عضو مجلس ولاية كونيتيكت ‏.